# I çmendur për ty
"I çmendur për ty" är en låt av den tysk-kosovoalbanske sångaren Ardian Bujupi. Låten är Bujupis första på sitt modersmål, albanska. Med låten ställde han upp i Festivali i Këngës 51, Albaniens uttagning till Eurovision Song Contest 2013 som gick av stapeln i Malmö. Låten har han både skrivit och komponerat själv. Han lottades att tävla i den första av två semifinaler, den 20 december 2012 med startnummer 11 av 13 bidrag. Från semifinalen lyckades han ta sig vidare till finalen. Därmed gick alla de tre kosovanska sångarna i semifinalen vidare till finalen (utöver Bujupi även Vesa Luma och Selami Kolonja). I finalen fick han 10 poäng och slutade 11:a.